# Такси (филм)
Такси (фр. Taxi) француски је филм из 1998. године.

## Радња
Данијел ради као разносач пица, који одлично вози свој скутер по Марсељу, и одлучује да постане таксиста. Када коначно успе да добије дозволу за таксирање, зауставља га полиција због пребрзе вожње. Како би избегао плаћање казне, одлучује да помогне инспектору, да ухвати пљачкаше банке, јер инспектор још увек нема возачку дозволу.

## Улоге
| Глумац            | Улога                   |
| ----------------- | ----------------------- |
| Сами Насери       | Данијел                 |
| Фредерик Дифантал | Емилијен                |
| Марион Котијар    | Лили Бертино            |
| Бернар Фарси      | комесар Жерар Жибер     |
| Рихард Замел      | вођа немачких гангстера |